# Romulus Zachariah Linney
Romulus Zachariah Linney Senior (26 décembre 1841 - 15 avril 1910) est un homme politique américain. Il est élu républicain du Congrès américain de Caroline du Nord de 1895 et 1901.

## Biographie
Romulus Zachariah Linney est le fils de William Coplin Linney et de Marthe Baxter.
Pendant la guerre de Sécession, il sert dans l'armée confédérée de Virginie du Nord comme simple soldat et est grièvement blessé à la bataille de Chancellorsville.
Après la guerre, il devient avocat (1868), et ouvre un cabinet à Taylorsville. Il est élu au Sénat de Caroline du Nord en 1870, 1873 et 1882, puis au Congrès des États-Unis en 1894.
Romulus Zachariah Linney est l'un des principaux partisans de la construction du chemin de fer Alexandre, alors connu sous le nom de chemin de fer et de l'Ouest Statesville.
Il meurt le 15 avril 1910 à Taylorsville, où il repose.
Il est l'arrière-grand-père de Romulus Linney (alias Romulus Zachariah Linney IV) (1930-2011), dramaturge et le trisaïeul de l'actrice Laura Linney (1964).